# ピエタ (ベッリーニ、ブレラ美術館)
『ピエタ』（伊: Pietà、英: Pietà）、または『聖母マリアと福音書記者聖ヨハネに支えられる死せるキリスト』（せいぼマリアとふくいんしょきしゃせいヨハネにささえられるしせるキリスト、英: The Dead Christ Supported by the Virgin Mary and St John the Evangelist）は、イタリア初期ルネサンスのヴェネツィア派の巨匠ジョヴァンニ・ベッリーニが1465-1470年ごろ、板上にテンペラで制作した絵画である。描かれている「ピエタ」 (聖母マリアがイエス・キリストの死を悼む情景) の図像は、15世紀以降にイタリアで制作されるようになったものである。作品は現在、ミラノのブレラ美術館に所蔵されている。 

## 歴史
この絵画は、ジョヴァンニ・ベッリーニが彼の義兄弟であったアンドレア・マンテーニャの影響を超越し始めた時期に制作された。作品は、1811年にボローニャのサンピエーリ (Sampieri) ・コレクション (目録番号454) からイタリア王国 (1805年-1814年) のウジェーヌ・ド・ボアルネの贈り物としてブレラ美術館に入った。作品は、マンテーニャの『死せるキリスト』を展示するためにエルマンノ・オルミにより設置された部屋へと続く、ヴェネツィア派のルネサンス絵画の廊下に配置された。

## 作品

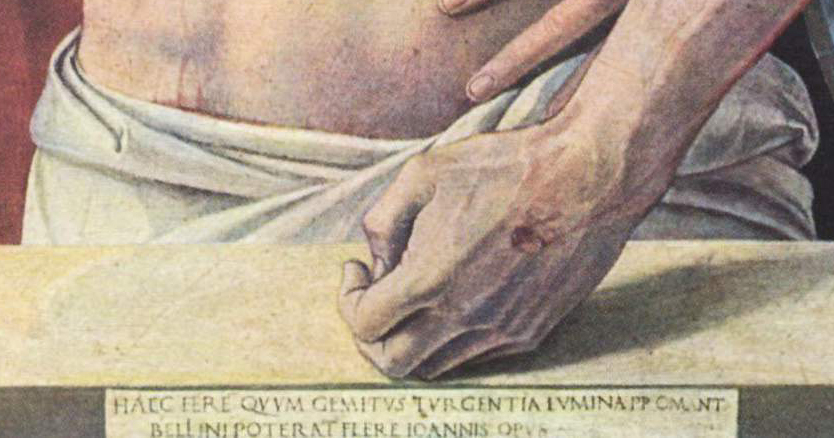
『ピエタ』 (部分) における錯視 (イリュージョン) 的効果

不自然なくらい軽く見えるイエス・キリストの死せる身体は、左側で聖母マリアに、右側で福音書記者聖ヨハネにより支えられている。キリストの手は前景の大理石板に載せられているが、そこにはベッリーニの署名とセクストゥス・プロペルティウスのエレジー (悲歌) からの引用「HAEC FERE QVVM GEMITVS TVRGENTIA LVMINA PROMANT / BELLINI POTERAT FLERE IOANNIS OPVS」 (訳「これらの 腫れた目はほとんど呻いており、このベッリーニの作品は涙を流させることができる」)。
石板と銘文は初期フランドル派絵画の伝統に従っているもので、しばしばマンテーニャや他のパドヴァの画家たちに用いられている。石板は鑑賞者のいる現実世界と描かれている人工的な世界を分かつ境界のようにみえるが、その境界は越えられている。キリストの左手は、2つの世界が同じ区間を占めているかのような錯視 (イリュージョン) を生み出しているのである。
作品の精緻で素描的な線 (1本1本描かれている福音書記者聖ヨハネの髪とキリストの腕の静脈) はマンテーニャの様式を想起させるが、絵画の色彩と光の使用は異なっている。色調はマンテーニャより柔らかで、晴れた日の自然な光の効果を再現している。冷たい、ほとんど金属的な光は場面の苦悩を強調している。色彩に厚塗りされたハイライトの部分は表現を甘美なものにしているが、それはテンペラ絵具の密で精緻な筆触に負っている。

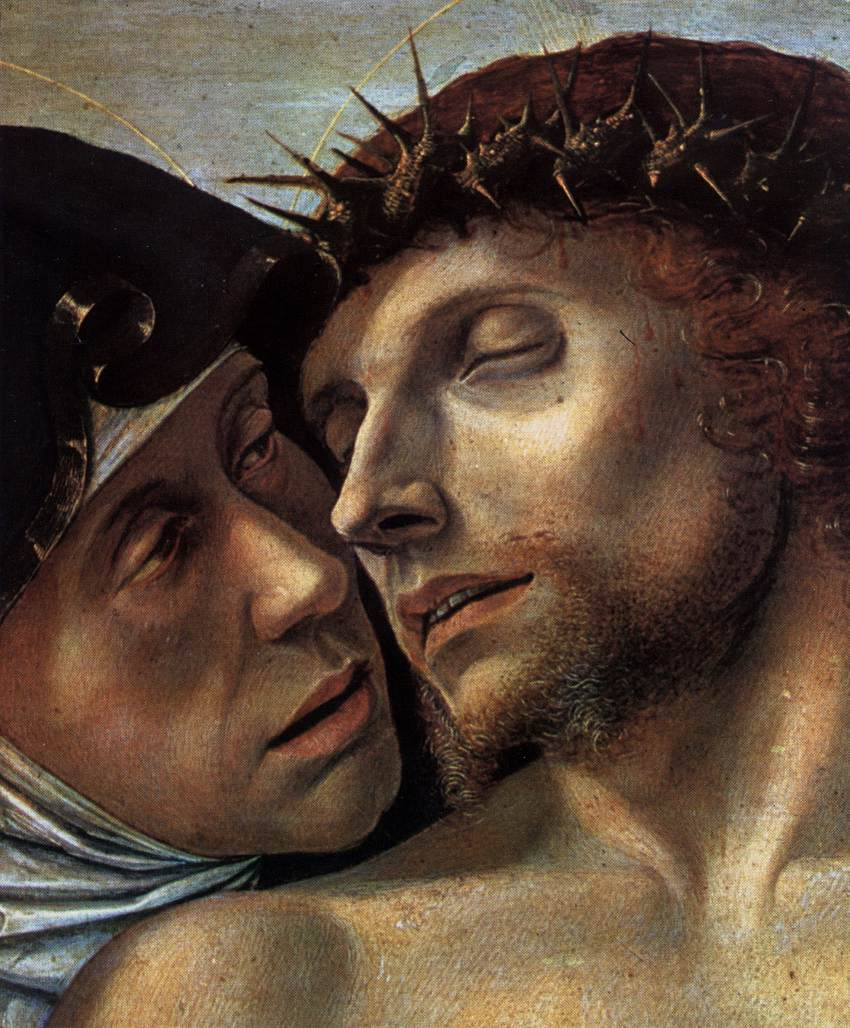
キリストと聖母マリアの顔

遠近法で空間に焦点を当てるよりも、ベッリーニは人物たちの人間的悲しみを表現することに関心があるようにみえるが、それは初期フランドル派の巨匠ロヒール・ファン・デル・ウェイデンの芸術様式から借用したものである。人物の彫刻的量感と晴れた空を背にしている孤立した風景は、聖母マリアと死んだ息子キリストの間のドラマをいや増している一方、聖ヨハネの視線は彼が狼狽していることを示している。彼は深い悲しみへと鑑賞者を誘っている。交流する感情は、悲しみと配慮両方の感覚を表す人物たちの手の仕草にも反映している。